# 영국-아일랜드 조약

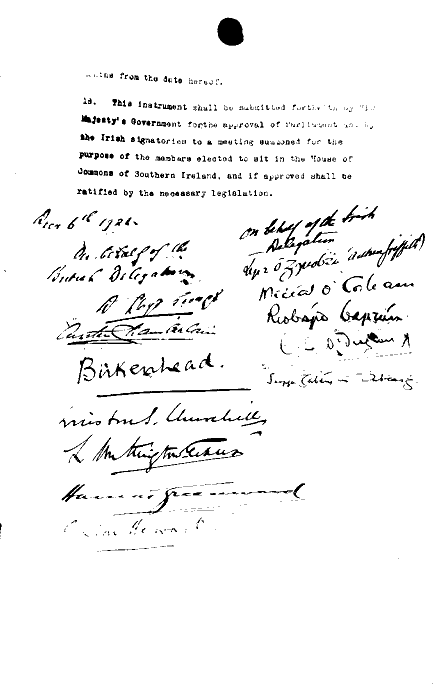
영국-아일랜드 조약의 서명란

영국-아일랜드 조약(영어: Anglo-Irish Treaty, 아일랜드어: An Conradh Angla-Éireannach)은 공식적으로는 영국과 아일랜드 간의 조약 체결을 위한 문서(Articles of Agreement for a Treaty Between Great Britain and Ireland)라고 불린다. 이 조약은 그레이트브리튼 아일랜드 연합 왕국(영국)과 아일랜드 공화국 사이의 영국 정부와 아일랜드 임시의회의 대표들이 영국-아일랜드 전쟁을 끝내기 위해 맺은 조약이다. 이 조약으로 인해 아일랜드는 대영 제국하의 자치를 확립했다.
영국 정부의 대표들과 아일랜드 공화국의 사절단이 1921년 12월 6일 런던에서 체결했다.
아일랜드 의회에 의한 조약의 비준을 위해서는 남아일랜드 의회와 영국 의회의 동의가 필요했다. 그러나 조약 사실이 누설됐기에(이 조약은 온건파 세력이 일방적으로 체결한 조약이었다.) 아일랜드 의회에서 겨우 비준될 수 있었다. 정식으로 법제화하긴 했으나 조약사실의 누설은 아일랜드 내전을 야기시켰다.
조약으로 인해 형성된 아일랜드 자유국은 1922년 12월 6일 왕실 선언을 통해 유효화되었으며 후에 아일랜드 제3대 의회(Third Dáil)과 영국에 의해 법제화되었다.

## 조약의 내용
주요 조항은 다음과 같다:
- 영국군은 아일랜드 공화국에서 대부분 철수한다.
- 아일랜드의 대부분은 캐나다, 뉴펀들랜드, 오스트레일리아, 뉴질랜드 그리고 남아프리카 연방과 같이 대영 제국의 자치령으로서 인정받는다.
- 아일랜드 자유국의 주요한 주는 대영 제국의 다른 영토와 같은 대우를 받는다. 아일랜드 자유국은 영국의 군주가 상징적 지배자로 군림한다.
- 새로운 자유국 의회의 의원들은 자유국에 충성의 맹세를 해야한다. 둘째로 국왕 조지 5세와 그의 왕위 계승자에 대한 충성을 맹세해야한다.
- 북아일랜드는 조약이 유효화되는 한 달 이내에 선택에 의해 아일랜드 자유국에서 분리된다.
- 만약 북아일랜드가 제의를 거절한다면 아일랜드 국방 위원회가 아일랜드 자유국과 북아일랜드 사이의 경계를 만들것이다.
- 영국은 조약의 담보로 개방 항구(일명 조약 항구)의 수를 영국 해군을 위해 조절한다.
- 아일랜드 자유국은 대영 제국의 은혜를 감사히 받고 충성해야한다.
- 조약의 내용은 아일랜드의 모든 법보다 우선권을 가진다.

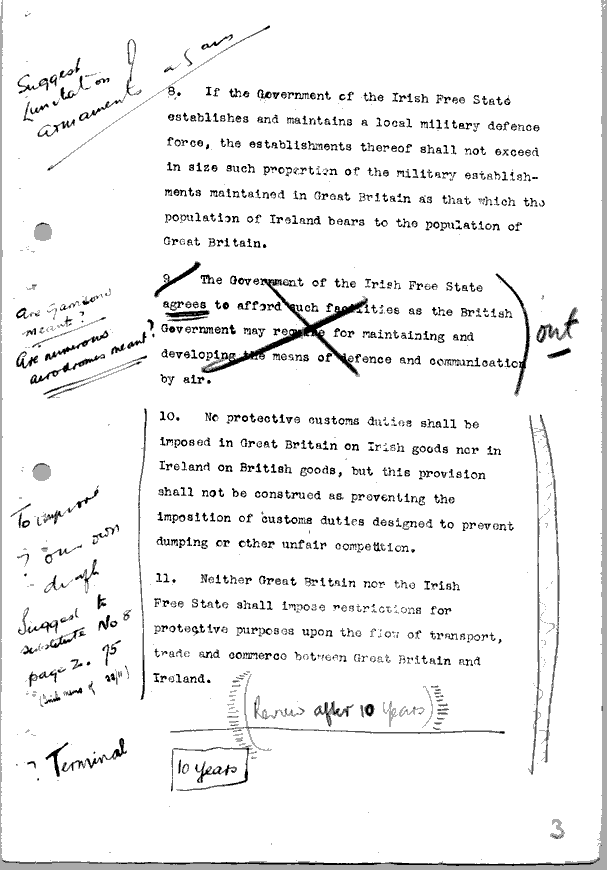
아서 그리피스가 서명한 조약문 일부

## 조약 협상자
- 데이비드 로이드 조지, 의회의원  (영국의 수상)
- 버컨헤드 공
- 윈스턴 처칠
- 오스턴 체임벌린
- 고든 헤월트경
- 아서 그리피스  (아일랜드 대표단의 지도자)
- 마이클 콜린스, TD  (아일랜드 공화국의 재무부 장관, 아일랜드 공화주의자 협회의 의장이자 아일랜드 공화국군의 창설지도자).
- 로버트 바턴
- 이먼 더건
- 조지 게번 더피

(로버트 어스킨 차일더스는 《Riddle of the Sands》의 저자이며 전 영국 의회의 서기이자 아일랜드 대표단의 수행원들 중 하나다. 토마스 존스는 로이드 조지 수상의 수석 보좌관이며 그의 저서 《Whitehall Diary》에서 이 협상에 대해 서술했다. 아일랜드의 대통령이었던 이몬 데 발레라는 이 조약에 참석하지 않았다.

## 상세한 내용과 배경

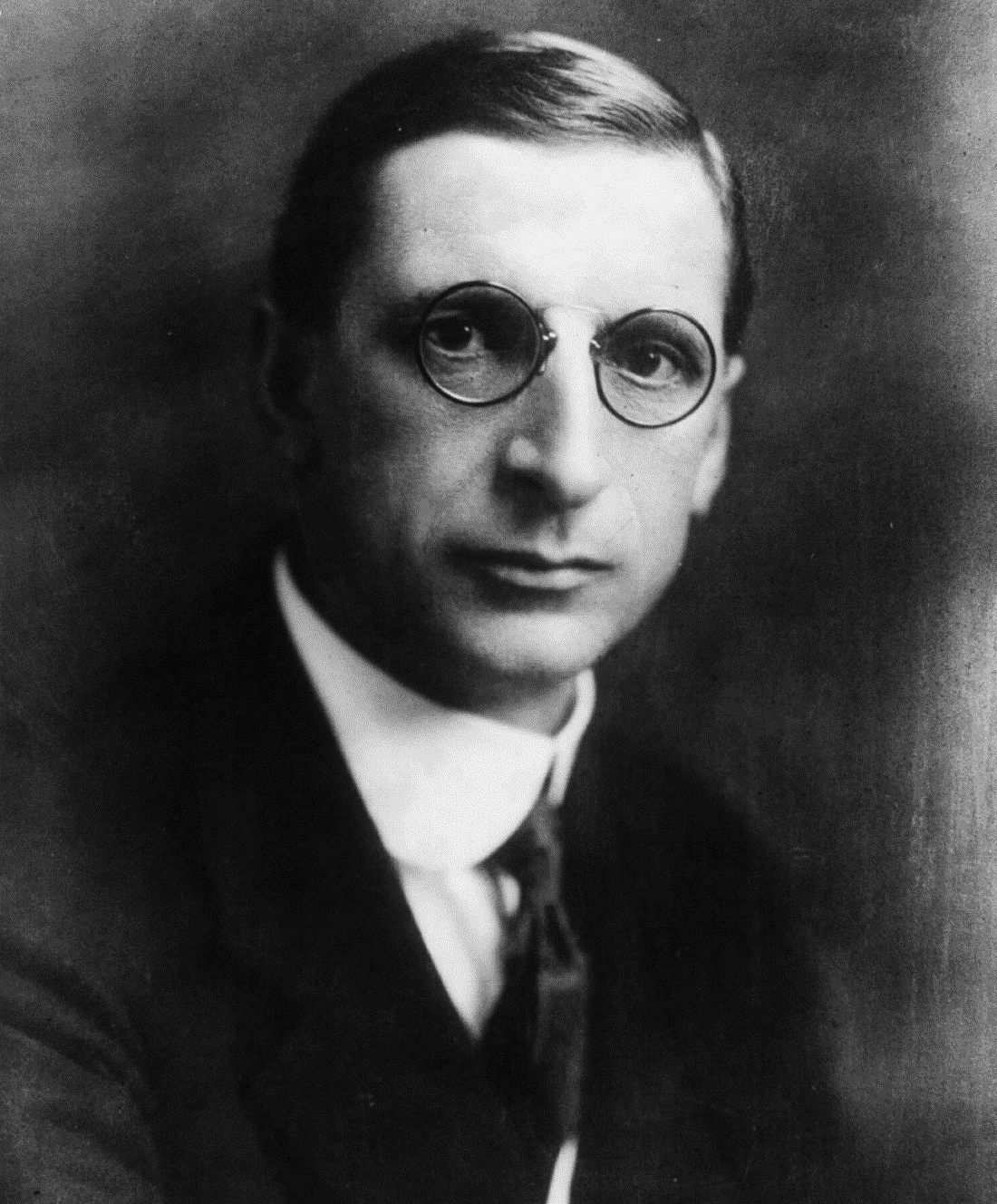
조약에 반대한 공화국의 대통령 이몬 데 발레라. 그는 후에 조약에 반대한 것이 인생 최대의 실수였다고 고백했다.

이몬 데 발레라는 아일랜드 사절단을 몇가지의 비밀 지령과 조약의 초안을 가지고 1921년 런던으로 협상을 위해 파견했다. 협상은 공식적으로 2주간 진행되었다. 아서 그리피스와 마이클 콜린스의 보고에 따르면 두 대표단은 각 대표단 중 오직 두명씩만 참가하는 비공식적인 협상을 시작했다고 했다. 아일랜드측에서는 이 사람들은 항상 아서 그리피스와 마이클 콜린스였고 영국 측에서는 네빌 체임벌린이 항상 참가했다. 영국 측의 두 번째 참가자는 자주 바뀌었다. 12월 말에 아일랜드 대표단은 더블린으로 돌아와 그들의 지령에 따라 내각과 논의했다. 그들이 돌아왔을 때 콜린스와 그리피스는 서약에서의 영국의 이권과 방위 및 무역협정, 그리고 국방 위원회에 관련된 조약의 마지막 세부사항을 조율했다. 콜린스와 그리피스는 다른 사절단이 조약에 서명하도록 설득했다. 조약이 체결된 사실을 이몬 데 발레라가 들었을 때 그는 내각회의에서 조약에 대해 논의하기 위해 성명서를 제출했다. 내각회의 끝에 데 발레라는 조약에 반대하는 입장을 밝혔다.

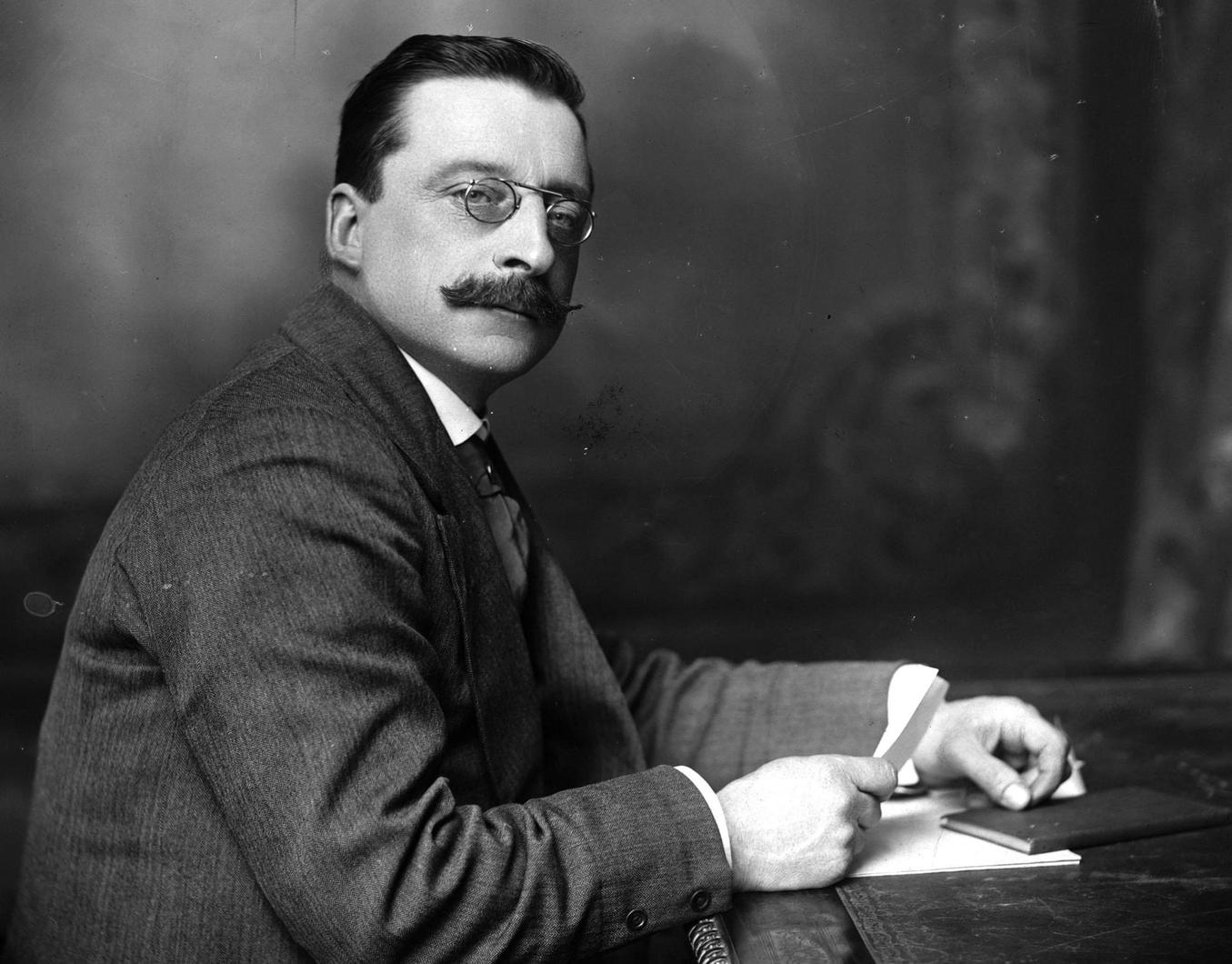
아서 그리피스
외무부 장관, 아일랜드 대표단의 지도자

조약의 내용들은 아일랜드 공화국의 지도부를 갈라놓았다. 공화국의 대통령인 이몬 데 발레라는 소수의 조약반대세력을 이끌었다. 주 논점은 공화국의 독립보다 지배권(충성과 성실을 맹세로 대표된다.)의 상태였다. 분할이 비록 분명한 사실이긴 했으나 가장 중요한 것은 아니었다. 양 측은 국방위원회가 민족주의자들이 많이 거주하는 지역을 자유국에 편입하고 북아일랜드의 크기는 정치적으로 최소한 성장할 수 있는 정도의 크기로 분할할 것이라고 믿었다. (수많은 사람들의 간절한 바람에도 불구하고 결국 그렇게 되지는 않았다.)
아일랜드 제2대 의회(Second Dáil)는 공식적으로 1921년 12월에 조약을 비준했다. (아일랜드 의회만큼이나 많은 수의 의원이 있고 영국 헌법상 합법으로 인정되어 조약을 비준할 수 있는 권한이 부여된 남아일랜드 의회는 1922년 1월에 비준했다.) 데 발레라는 대통령직을 사임했고 아서 그리피스가 새 대통령에 취임했다. 마이클 콜린스는 남아일랜드 의회의 후임격이라 할 수 있는 아일랜드 임시정부를 조직했다. 1922년 12월, 집회의 자유를 보장하는 새 아일랜드 헌법이 아일랜드 제3대 의회(Third Dáil)에 의해 통과되었다.

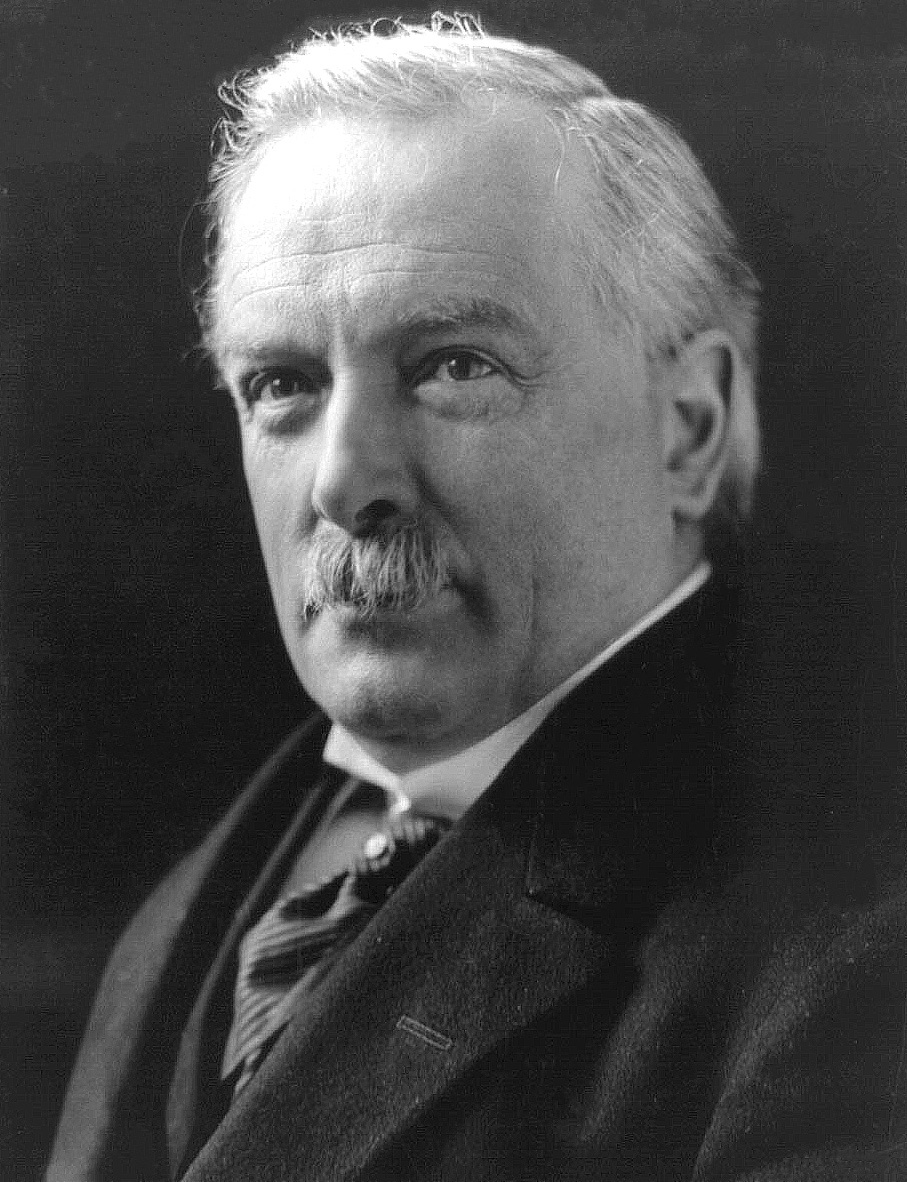
데이비드 로이드 조지
영국의 수상 이자 영국 대표단의 지도자

조약 반대세력은 무력 행동을 개시함으로써 아일랜드 내전 (1922-23년)을 발발시켰다. 1922년 주요한 서명자인 그리피스 대통령과 마이클 콜린스가 모두 사망했다. 그리피스는 노환으로 사망했고 콜린스는 그리피스가 죽은 지 약 일주일 뒤에 조약에 서명했다는 이유로 조약반대 성향의 공화주의자에게 1922년 8월 Béal na mBláth에서 암살당했다. 두 사람의 직위는 모두 윌리엄 T. 코즈그레이브가 계승했다.
법에서 영국 국왕과 총독 그리고 조약 그 자체의 우월성에 대한 내용(아일랜드에 불평등한 내용들)은 1932년 아일랜드 자유국의 헌법에서 완전히 삭제되었고 영국 의회는 웨스트민스터 법을 이어서 제정했다.
이 법은 잔존하거나 최근에 만들어진 모든 지배권(dominions)을 영국으로부터 완전히 독립시켰으며 결과적으로 영국 의회의 어떠한 법에도 간섭(subject)을 받지 않았다.(이 법의 예외적인 경우는 오직 캐나다뿐이었다. 그들은 영국의회의 지배를 받길 자청했고 1982년이 돼서야 간섭이 끝났다. 그들이 자청했던 이유는 연방정부와 지방정부가 캐나다 헌법의 공식적인 내용을 개정하는 것에 서로 동의하지 못했기 때문이다.) 결과적으로 아일랜드 자유국 정부는 영국 의회가 그 전에 통과시킨 어떤 법도 그들의 입맛에 맞게 바꿀 수 있게 되었다.
마이클 콜린스는 조약은 "자유를 얻기 위한 자유(the freedom to achieve freedom)"를 가져다 줄 것이라고 주장했다.
데 발레라는 스스로 1930년대의 자신의 행동뿐만 아니라 그가 그의 반대자들과 1920년대동안의 독립의 안정성에 대해 말하던 것들에 대해 고백했다. 그는 1932년, 그의 아들에게 그가 정부에 들어간 뒤 코즈그레이브의 피네 게일당의 행정심의회에 대한 문서를 읽은 후 "그들은 굉장했다(They were magnificent)."고 말해주었다(데 발레라는 자신이 조약에 반대한 사실을 후회했다.)
오늘날 데 발레라의 당인 피아나 페일당의 당원들을 포함한 아일랜드의 대부분의 사람들은 조약에 반대한 것이 큰 실수였다는 것과 그것은 그 상황에서 할 수 있었던 최선의 선택이었다고 하는 점에 동의한다. 비록 1914년부터 영국 정부는 전 아일랜드의 완전한 자치를 원했지만 영국 의회는 중무장한 개신교 연합론자들의 손에 의한 얼스터 가톨릭신자들의 대량 학살없이는 1921년 그 당시에는 아일랜드가 완벽한 독립을 부여받을 순 없다고 믿었다. 그때 비록 전 국토에 연합론자들이 있었지만 그들은 대부분 북쪽에 집중되어 있었다. 연합론자들이 자치에 반대하여 일으키는 폭동은 아일랜드에서의 내전뿐만 아니라 "모국(mother country)""에 대한 반란이 되어왔다. (얼스터 의용군을 참고) 연합론자들이 그들이 편안하게 지배할 수 있다고 느끼는 6개주에 대한 분할과 함께 26개주의 아일랜드에게로의 주권이양은 그 당시에 가능한 최선의 타협이었다.
사실 아일랜드가 받은 주권의 정도는 캐나다, 뉴질랜드, 오스트레일리아가 누린 것과 동등한 것이었고 오히려 1914년 아일랜드 정부법에서의 권리보다 훨썬 더한 것이었다. 그리고 그것은 확실히 19세기에 찰스 스튜어트 파넬가 말한 자치에 있어서 매우 중요한 전진이었다.
더 나아가서, 비록 그것이(주권양도) 그때 바로 현실화되지 않았으나 아일랜드 공화국군은 분쟁을 일으켰다. 소량의 탄약과 무기가 남아있었다. 콜린스가 처음으로 영국인들이 1921년 중반에 정전을 요청했다는 것을 들었을 때, 국왕 조지 5세의 북아일랜드 의회 개회에서 화해를 호소했을 때, 콜린스는 말했다. "우리는 그들이 미쳤다고 생각했다." 비록 영국인들이 그것을 절대 실현시키지 않았으나 어쩌면 그 기간 동안 IRA에 막대한 피해를 입혔을지도 모른다.
데 발레라는 한 차례 그의 최대의 실수가 뭐였냐는 질문을 받았을 때 이렇게 답했다. "조약에 동의하지 않은 것". 유명한 아일랜드의 총리인 버티 에이헌(피아나 페일당의 총재)은 아일랜드 자유국의 성립과 조약의 체결 같은 1922년 전후의 일련의 사건들이 결과적으로 영국과 아일랜드 독립의 국제적인 인식을 불러일으켰다고 말했다.

## 추가 문헌
- Lord Longford, Peace By Ordeal (오래전 절판됨)
- Tim Pat Coogan, Michael Collins (ISBN 0-09-174106-8)
- Tim Pat Coogan, DeValera (ISBN 0-09-175030-X)

## 같이 보기
- 피아나 페일
- 피네 게일
- 아일랜드 자유국
- 마이클 콜린스
- 이몬 데 발레라
- 아일랜드 내전

영국과 아일랜드간의 다른 조약들:
- 리머릭 조약 (1691년)
- 서닝데일 협정 (1973년)
- 영국-아일랜드 협정 (1985년)
- 벨파스트 협정 (1998년)

## 사소한 사실
- 로버트 바턴은 가장 오래 산 서명자이다. 그는 1975년 8월 10일에 94세의 나이로 사망했다.